# Sint-Stefanuskerk (Millen)
De Sint-Stefanuskerk is een kerkgebouw in Millen in de Belgische gemeente Riemst in Limburg. Rond de kerk ligt het ommuurde kerkhof en het gebouw staat aan de Sint-Stefanusstraat.
Het gebouw is een in neogotische stijl opgetrokken kruisbasiliek die bestaat uit een driebeukig schip met drie traveeën en een ingebouwde westtoren, een transept en een koor met vijfzijdige sluiting en rechte travee. Aan weerszijden bevinden zich de sacristieën. De vierkante mergelstenen toren heeft drie geledingen, een neogotisch portaal, neogotisch venster in de westgevel, een rondboogvormig galmgat aan iedere zijde van de bovenste geleding en een met leien gedekte ingesnoerde naaldspits. Het schip en koor zijn in baksteen opgetrokken onder zadeldaken met leien en hebben hardstenen steunberen en spitsboogvensters. De zijbeuken hebben mergelstenen westgevels. Tussen de middenbeuk en de zijbeuken bevinden zich spitsboogarcades die worden geflankeerd door schalken. De ruimtes worden overwelft door kruisribgewelven met ribben opgevangen door colonnetten en het koor door een stergewelf op schalken.
De kerk is de parochiekerk van het dorp en is gewijd aan Sint-Stefanus.

## Geschiedenis
In de 16e eeuw werd er een gotische toren gebouwd.
In 1861 werd de huidige kerk gebouwd die de vorige kerk verving, waarbij de toren behouden werd. Het ontwerp van de kerk was van Herman Jaminé.